# Anthology 3
《Anthology 3》은 비틀즈의 컴필레이션 음반으로, 1996년 10월 28일 애플 레코드가 《비틀즈 앤솔로지》 시리즈의 일부로 발매했다. 이 음반에는 《The Beatles》(이하 《White Album》)의 초기 세션부터 1969년과 1970년 초의 《Let It Be》와 《Abbey Road》의 마지막 세션에 이르기까지 밴드의 마지막 3년 동안의 다양한 곡과 대체 곡들이 수록되어 있다. 이 음반은 《Anthology 1》과 《Anthology 2》가 수록된 3부작 음반 중 마지막 음반이며, 이 음반은 모두 TV로 방영된 스페셜 《비틀즈 앤솔로지》와 관련이 있다. 이 음반은 미국 음반 산업 협회에 의해 3x 플래티넘 인증을 받았으며, 1970년대에 도나 서머가 세운 음반과 같은 미국 차트에서 1위에 오른 이 그룹의 세 번째 더블 음반이다.
《Anthology》 음반은 2011년 6월 14일에 디지털로 재 저장되어 아이튠즈 스토어에서 개별적으로 그리고 《앤솔로지 박스 세트》의 일부로 제공되었다.